# Rob Colletti
Rob Colletti (...) è un attore statunitense.

## Biografia
Rob Colletti ha studiato per due anni all'Università statale dell'Illinois prima di trasferirsi al Columbia College di Chicago dove ha conseguito una laurea in recitazione specializzandosi in sketch comici e improvvisazione. Nel 2006 ha ricevuto una nomination per il Kennedy Center Irene Ryan Award dal comitato dell'American College Theatre Festival. Dal 2010 si è dedicato alla recitazione ed è apparso in varie produzioni televisive e cinematografiche quali No Names, RideShare Confessions, Garlic & Gunpowder e WTF: World Thumbwrestling Federation, oltre che a una riduzione teatrale di School of Rock. Nel 2019, ha recitato nella serie televisiva Just Roll with It e, due anni dopo, nel film I molti santi del New Jersey. Il 27 giugno 2024 viene annunciato il suo ingresso nel cast dell'adattamento live action Netflix di One Piece nel ruolo di Wapol a partire dalla seconda stagione.

## Filmografia

### Cinema
- Garlic & Gunpowder, regia di B. Harrison Smith (2017)
- WTF: World Thumbwrestling Federation, regia di Enrico Natale (2017)
- I molti santi del New Jersey (The Many Saints of Newark), regia di Alan Taylor (2021)

### Televisione
- No Names – serie TV, episodio 1x02 (2012)
- RideShare Confessions – serie TV, episodio 1x12 (2015)
- Just Roll with It – serie TV, episodio 1x01 (2019)
- One Piece – serie TV (2026)

## Doppiatori italiani
Nelle versioni in italiano delle opere in cui ha recitato, Rob Colletti è stato doppiato da:
- Sacha Pilara in I molti santi del New Jersey